# Fanny Sallés Utiel
Fanny Sallés Utiel   (Terrassa, 1964) fou una periodista catalana.
Va estudiar a l'Institut Blanxart de Terrassa, formant-se en periodisme a la Universitat Autònoma de Barcelona. Durant tota la vida va mantenir una vinculació destacada amb l'esport de la seva ciutat natal. Va treballar a Ràdio Terrassa fins al final de l'emissora, al capdavant de la informació esportiva, com a cap d’Esports. I al llarg de la seva vida va col·laborar amb diferents mitjans de comunicació. Durant molts anys va ser la corresponsal del diari “Sport” a la ciutat. A més, fou la responsable de premsa del Terrassa FC va ser una de les seves grans passions. A més d’informar sobre l’actualitat del club egarenc, posteriorment fou responsable de premsa i, fins i tot, va formar part de la junta directiva. Ha col·laborat amb diferents entitats de la ciutat i de la comarca. En els darrers anys va formar part de l'Associació Esportiva Mitja Marató en l'àrea de comunicació, formant part de l'estructura, o el Matadepera CF. Va treballar molt en el foment del futbol femení a la comarca, en la seva difusió i desenvolupant tasques de tota mena. Ha estat jurat molts anys del certamen Esportista de Terrassa i va col·laborar en l'elaboració del Pla Director de l'Esport, impulsat des de la regidoria d’Esports de l'Ajuntament de Terrassa. Va treballar durant més de 30 anys a la taquilla del Centre Cultural. Una tasca que també li va permetre viure de molt a prop l'activitat cultural de Terrassa. Va formar part de la redacció d'esports de Ràdio Terrassa, on va presentar «Música i Esport» i també va presentar «Terrassa Olímpica» que va heretar de José Luis Fernández Abajo després de la seva mort. Fanny era germana de José María Sallés Utiel, especialista en motor de Terrassa Olímpica.